# Giải bóng đá ngoại hạng Iraq 1994-95
Giải bóng đá ngoại hạng Iraq 1994–95 là mùa giải thứ 21 của giải đấu kể từ khi thành lập năm 1974. Đội vô địch là Al-Zawraa với lần thứ 2 liên tiếp, và họ cũng có lần thứ 3 liên tiếp đoạt Cúp bóng đá Iraq. Đúng một nửa số đội của giải đấu bị xuống hạng, để tạo ra giải đấu 12 đội cho mùa giải tiếp theo. Trong mùa giải này, đội thắng sẽ được 3 điểm thay vì 2 điểm, và nếu cách biệt từ 3 bàn trở lên sẽ nhận được 4 điểm.

## Bảng xếp hạng
1. a  Con số trong ngoặc đơn sau tổng điểm là số trận mà đội bóng đã chiến thắng với cách biệt 3 bàn trở lên (mỗi trận thắng như vậy được thưởng thêm 1 điểm).

| Vị thứ | Đội bóng          | St | W  | D  | L  | BT  | BB  | HS   | Đ[a]    | Giành quyền hoặc xuống hạng                                 |
| 1      | Al-Zawraa (C)     | 46 | 31 | 11 | 4  | 113 | 31  | +82  | 120(16) | Giải vô địch bóng đá các câu lạc bộ châu Á 1996–97          |
| 2      | Al-Quwa Al-Jawiya | 46 | 28 | 12 | 6  | 109 | 45  | +64  | 108(12) | Cúp các câu lạc bộ đoạt cúp bóng đá quốc gia châu Á 1996–97 |
| 3      | Al-Najaf          | 46 | 28 | 9  | 9  | 84  | 29  | +55  | 107(14) |                                                             |
| 4      | Al-Talaba         | 46 | 28 | 14 | 4  | 80  | 29  | +51  | 106(8)  |                                                             |
| 5      | Al-Naft           | 46 | 28 | 9  | 9  | 88  | 43  | +45  | 104(11) |                                                             |
| 6      | Al-Shorta         | 46 | 26 | 12 | 8  | 91  | 49  | +42  | 98(8)   |                                                             |
| 7      | Al-Karkh          | 46 | 25 | 12 | 9  | 98  | 53  | +45  | 93(6)   |                                                             |
| 8      | Al-Jaish          | 46 | 20 | 12 | 14 | 81  | 63  | +18  | 80(8)   |                                                             |
| 9      | Al-Sinaa          | 46 | 20 | 9  | 17 | 89  | 66  | +23  | 78(9)   |                                                             |
| 10     | Samaraa           | 46 | 17 | 17 | 12 | 70  | 55  | +15  | 73(5)   |                                                             |
| 11     | Al-Minaa          | 46 | 16 | 21 | 9  | 54  | 42  | +12  | 72(3)   |                                                             |
| 12     | Al-Ramadi         | 46 | 15 | 20 | 11 | 75  | 44  | +31  | 71(6)   |                                                             |
| 13     | Diyala            | 46 | 17 | 10 | 19 | 50  | 64  | –14  | 64(3)   | Xuống hạng Iraq Division 1                                  |
| 14     | Al-Kut            | 46 | 16 | 11 | 19 | 45  | 55  | –10  | 63(4)   | Xuống hạng Iraq Division 1                                  |
| 15     | Karbalaa          | 46 | 13 | 11 | 22 | 71  | 84  | –13  | 55(5)   | Xuống hạng Iraq Division 1                                  |
| 16     | Al-Mosul          | 46 | 14 | 11 | 21 | 44  | 66  | –22  | 55(2)   | Xuống hạng Iraq Division 1                                  |
| 17     | Babil             | 46 | 13 | 7  | 26 | 51  | 75  | –24  | 51(5)   | Xuống hạng Iraq Division 1                                  |
| 18     | Al-Nasiriya       | 46 | 10 | 14 | 22 | 38  | 77  | –39  | 47(3)   | Xuống hạng Iraq Division 1                                  |
| 19     | Salahaddin        | 46 | 11 | 12 | 23 | 44  | 75  | –31  | 46(1)   | Xuống hạng Iraq Division 1                                  |
| 20     | Al-Umal           | 46 | 9  | 11 | 26 | 38  | 75  | –37  | 42(4)   | Xuống hạng Iraq Division 1                                  |
| 21     | Al-Amara          | 46 | 10 | 11 | 25 | 28  | 70  | –42  | 41(0)   | Xuống hạng Iraq Division 1                                  |
| 22     | Erbil             | 46 | 4  | 14 | 28 | 44  | 126 | –82  | 26(0)   | Xuống hạng Iraq Division 1                                  |
| 23     | Al-Diwaniya       | 46 | 4  | 10 | 32 | 25  | 82  | –57  | 22(0)   | Xuống hạng Iraq Division 1                                  |
| 24     | Kirkuk            | 46 | 4  | 10 | 32 | 31  | 144 | –113 | 22(0)   | Xuống hạng Iraq Division 1                                  |

Ghi chú: Al-Shabab bỏ giải và xuống hạng.

## Vua phá lưới
| Vị thứ | Cầu thủ                | Bàn thắng | Đội bóng  |
| ------ | ---------------------- | --------- | --------- |
| 1      | Muayad Joudi           | 30        | Al-Karkh  |
| 2      | Sahib Abbas            | 27        | Al-Zawraa |
| 2      | Shakir Mohammed Sabbar | 27        | Al-Ramadi |